# Prueba edométrica

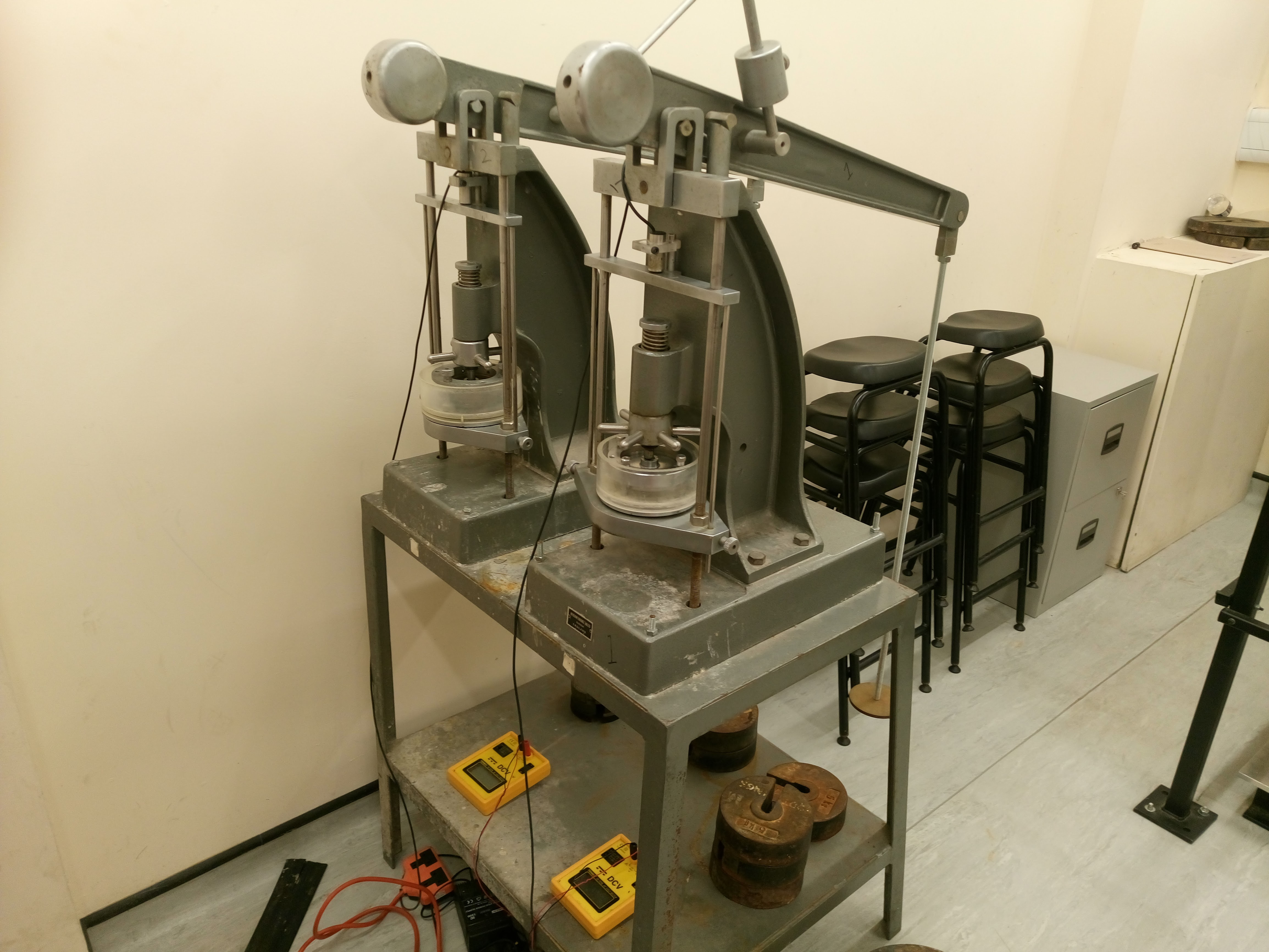
Dos edómetros en la Universidad de Cambridge.

Una prueba edométrica es una clase de investigación geotécnica efectuada en ingeniería geotécnica para evaluar las propiedades de consolidación de un suelo. Para ello se aplican cargas diferentes a una muestra del terreno y se cuantifica la respuesta de la deformación. Los resultados se usan como pronóstico del suelo a consecuencia de un cambio de la tensión efectiva.
Las pruebas edométricas están diseñadas para simular las condiciones de deformación unidimensional y de drenaje que se ejercen en el terreno. Se usa un disco circular de una proporción aproximada 3:1 diámetro-altura. La muestra se coloca en un anillo confinante rígido, el cual impide el desplazamiento lateral de la muestra, pero le permite hincharse o comprimirse verticalmente en respuesta a cambios de la carga aplicada. En la cima y en la base de la muestra se aplican tensiones verticales conocidas, típicamente utilizando pesas libres y un brazo de palanca. Según varía la tensión vertical aplicada se cuantifica el cambio de grosor de la muestra.
Para muestras saturadas de agua, se colocan piedras porosas en la cima y bajo la base de la muestra, para que drene en la dirección vertical, y la muestra entera se sumerge en agua para impedir el secado. Tales muestras exhiben el fenómeno de consolidación, por lo cual el volumen cambia gradualmente como respuesta retrasada al cambio en aplicación de tensiones confinantes. Esto típicamente dura minutos u horas en un edómetro. Se registra el cambio de grosor de la muestra con respecto al tiempo, lo cual aporta los datos del coeficiente de consolidación y de la permeabilidad del suelo.

## Etimología
La palabra «edómetro» deriva del griego antiguo οἰδέω (oidéō, «hinchazón»), el cual también generó el término edema.
El vocablo edómetro no se ha de confundir con «odómetro» (cuentakilómetros), proveniente del griego antiguo ὁδός (hodós, «camino»), referido a un dispositivo que mide la distancia recorrida por un vehículo.

## Historia
Experimentos de consolidación se llevaron a cabo primero en 1910, por Frontard (Jean). Se obtenía una muestra de 2 pulgadas (') de espesor por 14' de diámetro, que se colocaba en un contenedor de metal de base perforada. A través de un pistón, a esta muestra se le aplicaban cargas mayores sucesivas de modo que después de cada incremento no se perdiera el equilibrio. Para impedir el secado de la arcilla, la prueba se hacía en un recinto de humedad alta.
Karl von Terzaghi empezó su investigación de consolidación en 1919, en Robert Lisesi (Robert College), de Estambul. Mediante estos experimentos, Terzaghi empezó a desarrollar su teoría de consolidación, finalmente publicada en 1923.
El Instituto de Tecnología de Massachusetts (MIT) desempeñó una función clave en la investigación temprana de la consolidación. Terzaghi estuvo en MIT de 1925 a 1929, y Arthur Casagrande de 1926 a 1932. Durante aquel tiempo se mejoraron los métodos de muestreo y los aparatos de consolidación. La contribución de Casagrande a la técnica de prueba edométrica incluye el «método Casagrande» para estimar la presión de preconsolidación de una muestra de suelo natural. Donald Taylor continuó en MIT la investigación, en los años 1940s.
La British Standards Institution y la Sociedad Estadounidense para Pruebas y Materiales (ASTM, sigla en inglés) estandarizaron los métodos de pruebas edométricas. ASTM D2435 / D2435M - 11 se refiere a pruebas con edómetro por cargas incrementales. ASTM D3877, ASTM D4546 y AASHTO T216 también precisan otros procedimientos de pruebas similares para determinación de las características de consolidación del terreno. BS 1377-5:1990 es el estándar británico relevante para esta prueba. La serie BS 1377, más amplia, también aporta información de antecedentes y consejos más prácticos acerca de preparación de muestras para varias investigaciones geotécnicas. También de ISO hay dos estándares para pruebas edométricas: ISO 17892-5:2017, para pruebas de cargas incrementales, y BS EN ISO 17892-11:2019 acerca de varios métodos de pruebas de permeabilidad del terreno, incluidas las realizadas con edómetro en muestras saturadas.

## Equipo

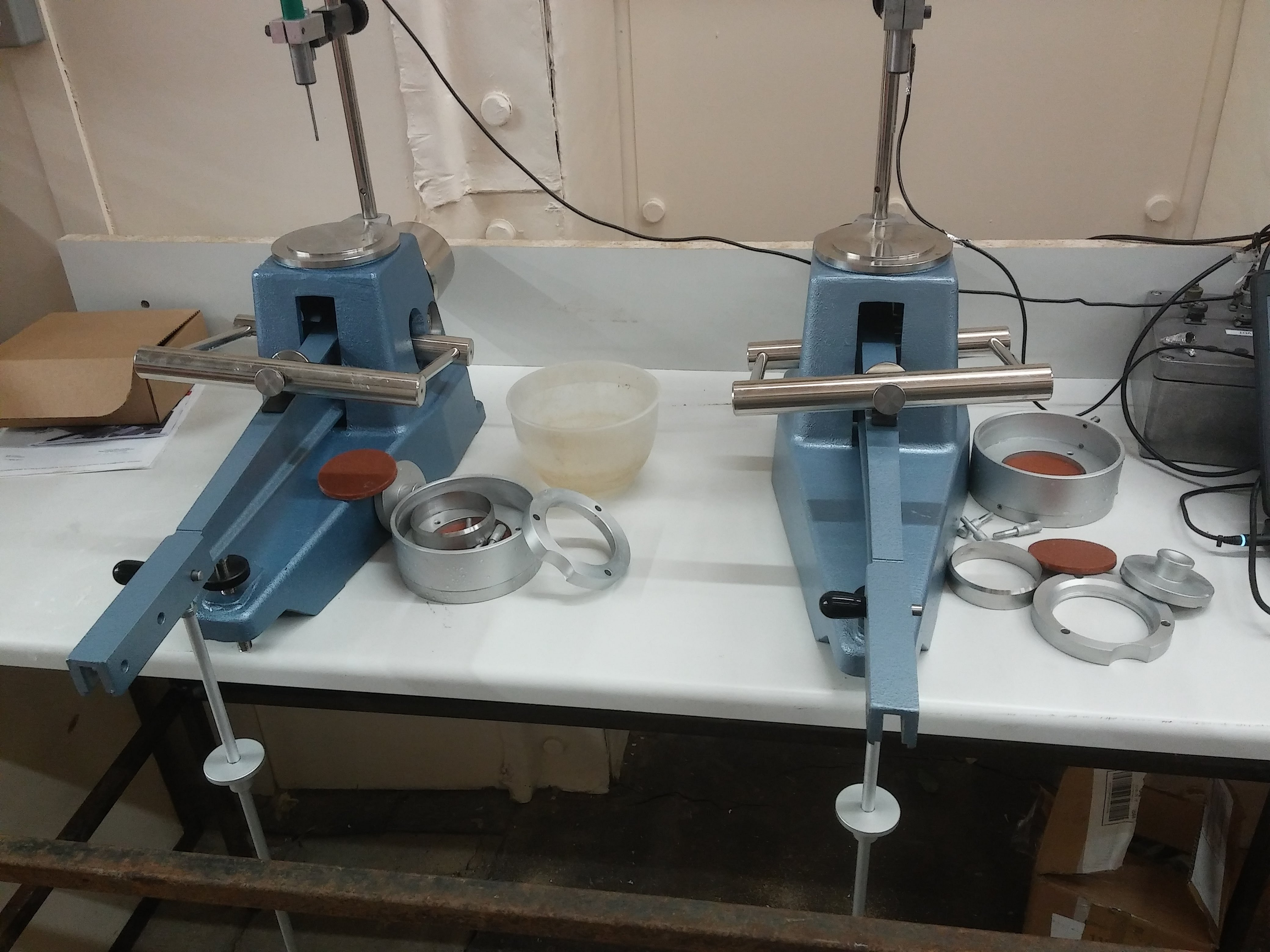
Dos edómetros no ensamblados. Universidad de Cambridge.

Fundamentalmente, un edómetro consta de tres componentes: a) una «celda de consolidación», para sujetar la muestra; b) un mecanismo para aplicar una presión conocida sobre la muestra; c) un instrumento para medir los cambios en el grosor de la muestra.
A veces, al equipo para realizar la prueba se le denomina «set para prueba con edómetro». Un inventario típico de un laboratorio edométrico incluye:
- 1 banco
- 3 edómetros
- 3 celdas, ya sea de 50 mm o de 63,5 mm, o de 75 mm
- 3 manómetros, ya sean analógicos o digitales
- 1 conjunto de pesas

La celda de consolidación es la parte del edómetro que sujeta la muestra durante la prueba. En el centro de la celda está un anillo donde se coloca la muestra. Típicamente, el anillo semeja un cortador de galletas, con un borde agudo en un lado, de modo que puede cortar un trozo de muestra de un bloque de terreno natural. Dos trozos de piedra porosa bien ajustados al anillo proveen agua a la muestra y la confinan mecánicamente. Estos componentes se alojan en un cilindro, el cual contiene ranuras para asegurar buena alineación de los componentes y proveen suministro y desalojo de agua al drenaje exterior. Mediante una masa rígida sobre la muestra se aplican cargas compresionales a la muestra.
El mecanismo de carga del edómetro aplica una carga conocida. Dado que el diámetro es fijo, se aplica una tensión compresional a la muestra. La mayoría de los edómetros consiguen esto con un brazo de palanca y un conjunto de pesas libres, las cuales proporcionan una carga gravitacional conocida, y el brazo de palanca multiplica y transmite la carga a la muestra.

## Procedimientos de la prueba

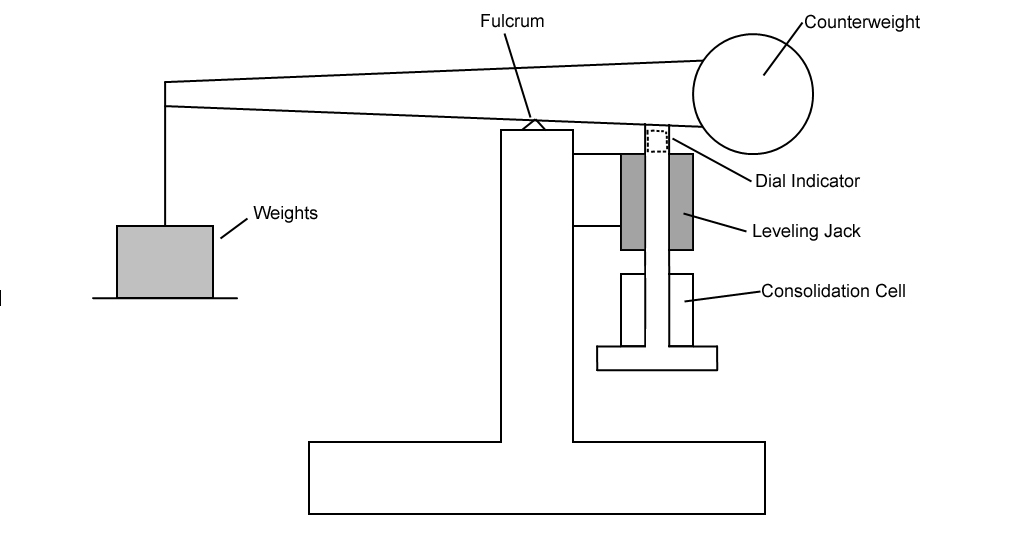
Dibujo esquemático del marco de carga incremental desarrollado por Alan Bishop.

Hay muchas pruebas edométricas para determinar las propiedades de consolidación. El tipo más común es el de carga incremental (IL, sigla en inglés).

### Preparación de la muestra
Las pruebas se llevan a cabo en especímenes de muestras inalteradas. Un rígido anillo confinante con un borde agudo corta una muestra directamente de un bloque de terreno. La porción sobrante se retira cuidadosamente, lo cual deja una muestra de una relación diámetro-altura de 3 o superior. Piedras porosas se colocan en la cima y debajo de la base de la muestra, para drenar. Una masa rígida se coloca sobre la piedra porosa superior. Para muestras saturadas es importante sumergir el anillo entero en agua para impedir que la muestra se seque fuera.

### Carga incremental
Este montaje se emplaza en un marco de carga. Las pesas se colocan en el marco, para imponer una carga en la muestra. La compresión se mide con respecto al tiempo mediante un indicador dial (manómetro). El valor de la deflexión según los datos del tiempo se puede determinar cuando la muestra ha alcanzado el fin de la consolidación primaria. De inmediato se aplica otra carga, y se repite este proceso. Después que se ha aplicado una carga total significativa, gradualmente se decrementa la carga sobre la muestra. Un incremento de carga de 1/2 proporciona una cantidad suficiente de datos para describir la relación vacío-tensión efectiva de un suelo.

## Resultados
Las pruebas edométricas proporcionan a los ingenieros datos muy útiles del terreno probado.

### Propiedades de consolidación
- Presión de consolidación σ'p.[17]
  - Tensión efectiva que marca el límite entre la respuesta a deformación rígida y blanda de un terreno susceptible a sometimiento a carga posterior.
  - Normalmente es indicativo de antiguas cargas altas por glaciares o estratos erosionados.
- Índice de recompresión CR = Δe/Δlogσ'v.[18]
  - Cambio de volumen del suelo (asentamiento) bajo cargas menores que la presión de consolidación.
  - Se puede usar como valor aproximado de hinchamiento debido a descargas.
- Índice de compresión CC = Δe/Δlogσ'v.
  - Cambio volumétrico (asentamiento) bajo cargas mayores que la presión de consolidación.
- Duración de la consolidación primaria tp.[19]
- Índice de compresión secundaria Cα = Δe/Δlogt.
  - Cambio de volumen (asentamiento) bajo una carga constante.